# 望月号驱逐舰
望月（もちづき）号驱逐舰是一艘旧日本海军的睦月型驱逐舰，该型驱逐舰于20世纪20年代建造。在太平洋战争中，望月号驱逐舰参加了于1941年12月的威克岛战役、1942年占领新几内亚与所罗门群岛的行动。

## 设计
睦月型驱逐舰是神风型驱逐舰的改良型，亦为最早装备三联装61厘米（24英寸）鱼雷管的驱逐舰。该型舰全长102.4米（335英尺11英寸），垂线间长94.54米（310英尺2英寸）；横梁长9.16米（30英尺1英寸），平均吃水深度2.96米（9英尺9英寸）。睦月型驱逐舰正常排水量1336公吨（1315长吨），深载排水量1800公吨（1772长吨）。动力系统为由4座吕号舰本式锅炉提供蒸汽的2座舰政本部式涡轮发动机；两者各驱动一根螺旋桨传动轴。这些涡轮的设计输出功率为38500匹轴马力（2870萬瓦），能将睦月型推动至37.25节（每小时68.99公里／42.87英里）。睦月型携带了420公吨（413长吨）重油，使其续航距离在15节（28公里每小时；17英里每小时）可达4000海里（7400公里；4600英里）。乘员150人。睦月型驱逐舰主要武装为4门45口径三年式12cm舰炮，一门位于上部构造之前，一门在两座烟囱间，而最后一对背对背位于后方上部构造顶端。这些炮由前往后编号1到4号。该型舰携带了两座水面以上的三联装61cm鱼雷管；1座位于前方上部结构与舰炮之间，而另一座位于后方烟囱与后方上部结构之间，每座鱼雷管备弹4发。该型舰携带了18枚深水炸弹，也可携带16枚水雷或扫雷具。

## 舰历
望月号驱逐舰，由浦贺船渠建造，于1926年3月23日动工，翌年4月28日下水，1927年10月31日完工。建造之初命名为三十三号驱逐舰，随后于1928年8月1日正式命名为望月。该舰于十九世纪三十年代后期编入第23驱逐队参加了第二次中日战争中入侵中国的作战，担任掩护登陆部队的任务。

### 太平洋战争
1941年12月7日珍珠港事件时，望月隶属于第四舰队第六分队第30驱逐队。其于12月8日从夸贾林环礁出发参与入侵威克岛的战斗。入侵舰队包含轻巡洋舰夕张、天龙、龙田，以及驱逐舰弥生、疾风、睦月、如月、追风与朝凪 ，以及两艘改装为哨戒艇的旧式枞型驱逐舰（哨戒艇32号以及哨戒艇33号）和2艘搭载450名特别陆战队员的运输舰。
在遭受重大损失（如月和疾风被击沉）后，日本舰队在登陆前就撤退了，这是日军在太平洋战争中的首败，也是唯一一次用岸防炮成功阻挡两栖作战的情况。望月在返回瓜加林环礁之前又12月23日参与了对威克岛的第二轮攻击。

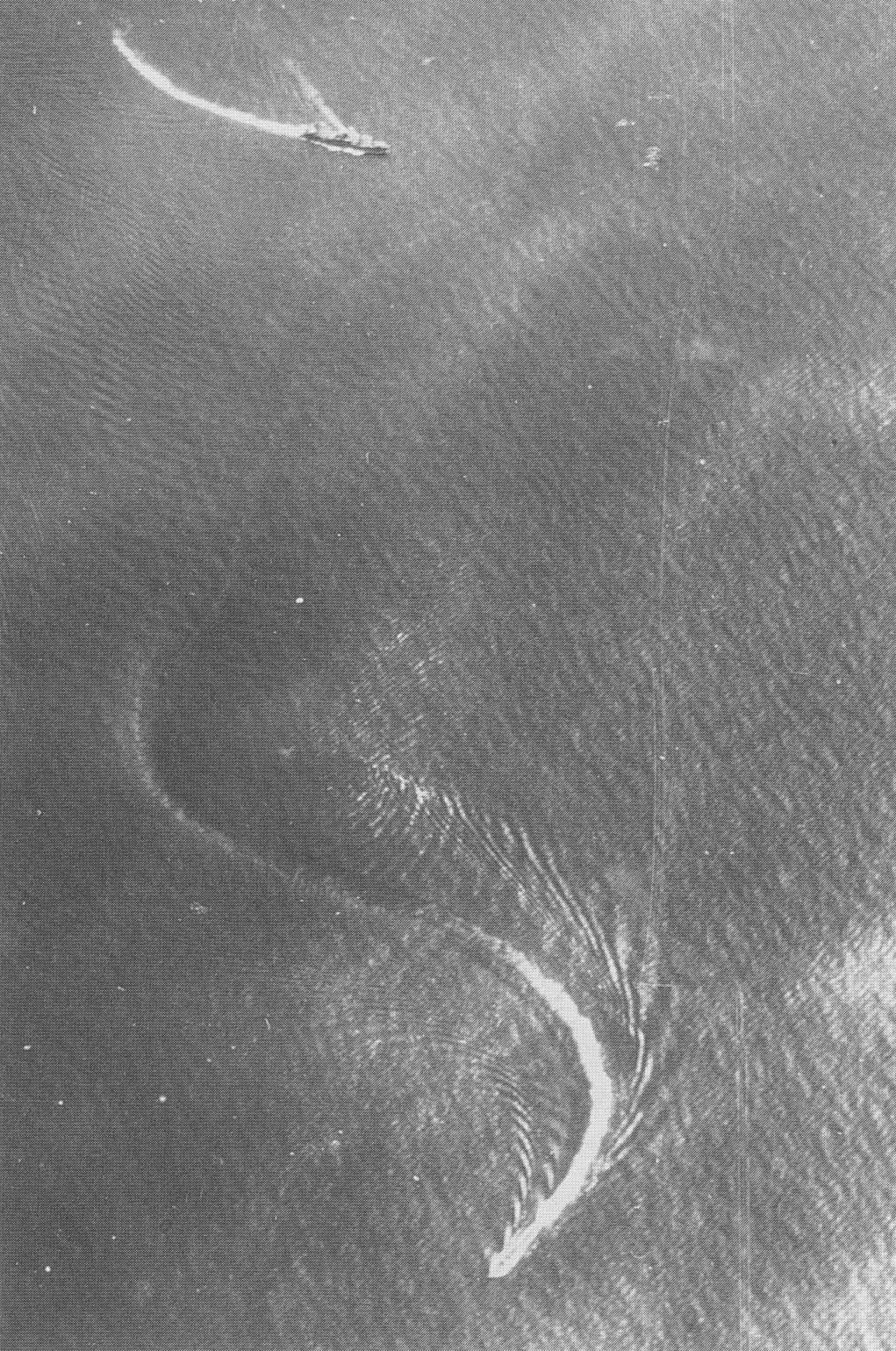
望月（下）和水上飞机母舰清川丸机动回避来自约克镇号航空母舰的美军战机的攻击，摄于1942年3月8日

1942年1月，望月参与了从瓜加林环礁到特鲁克泊地的护航任务。在特鲁克泊地，望月号在舰桥前部安装了两座九三式13.2毫米防空机枪，随后前往关岛。2月到3月，望月号参加了所罗门群岛战役，负责掩护R作战（进攻拉包尔、新爱尔兰岛和新不列颠岛）和SR作战（进攻莱城、萨拉毛亚和新几内亚）的登陆部队，在4月，掩护登陆阿德默勒尔蒂群岛的部队。在5月7至8日珊瑚海战役期间，望月编入MO作战部队，进攻莫尔兹比港。作战取消后，望月回到特鲁克泊地，在特鲁克、莱城和瓜达尔卡纳尔岛之间参与护送机场建设的任务，直到七月中旬召回日本本土改装。
望月在佐世保海军工厂维修完后编入第八舰队。九月末，望月和驱逐舰矶风一起救助在诺曼比岛附近沉没的驱逐舰弥生号的船员。10月14日至15日，望月为炮击亨德森机场的重巡洋舰衣笠和鸟海提供掩护。随后的整个11月，望月向瓜达尔卡纳尔岛输送了多次“东京快车”。其中一次输送時，美军鱼雷快艇PT-61发射鱼雷击中望月，所幸为哑弹。
1942年12月1日，望月改配到第八舰队，在这个月剩下的时间里参加了掩护熊野号重巡洋舰和铃谷号重巡洋舰进攻阿德默勒尔蒂群岛的行动，同时还掩护了进攻布纳和芬什港的登陆部队。望月在行动中受到多次空袭，受到轻微损伤。
望月在科隆班加拉岛和雷卡塔湾间输送了两次“东京快车”后回到佐世保维修。 三月末，她回到拉包尔，在途中帮助了受鱼雷攻击的日本商船佛罗里达号。一直到1943年六月末，望月在雷卡塔湾、布纳、图瓦卢、科隆班加拉岛之间输送“东京快车”。在7月5至6日的库拉湾海战中，望月与美驱逐舰雷德福号和尼古拉斯号作战，一号炮塔和鱼雷发射管受到轻伤。这次受伤让望月得以在八月末返回佐世保维修。九月末望月回到拉包尔时再次输送东京快车。
1943年10月24日，在一次由拉包尔到雅基诺湾输送任务中的途中，美军PBY卡特琳娜水上飛機攻击望月，炸弹直击发动机，望月于拉包尔西南90海里（140公里）处（坐标5°42′S 151°40′E / 5.700°S 151.667°E）沉没。大部分船员由姊妹舰卯月搭救。旧日本海军于1944年1月5日将望月号除籍。

## 相关链接
- 睦月型驱逐舰相关资料